# Coplin
Coplin ist eine Plantation im Franklin County des Bundesstaates Maine in den Vereinigten Staaten. Im Jahr 2020 lebten dort 131 Einwohner in 178 Haushalten auf einer Fläche von 33,07 km².

## Geografie
Nach dem United States Census Bureau hat Coplin eine Gesamtfläche von 33,07 km², die ausschließlich Landfläche ist.

### Geografische Lage
Coplin liegt zentral im Franklin County. Der South Branch of the Dead River fließt in nördliche Richtung durch die nordwestliche Ecke des Gebietes und mündet in der Town Eustis in den Flagstaff Lake. Es gibt keine Seen oder andere Wasserflächen im Gebiet von Coplin. Die Oberfläche ist eher eben, höchste Erhebung ist der 595 m hohe Hedgehog Hill.

### Nachbargemeinden
Alle Entfernungen sind als Luftlinien zwischen den offiziellen Koordinaten der Orte aus der Volkszählung 2010 angegeben.
- Norden: Eustis, 5,3 km
- Nordosten: Wyman, Unorganized Territory, 13,4 km
- Osten: Carrabassett Valley, 22,0 km
- Süden: East Central Franklin, Unorganized Territory, 12,1 km
- Westen: North Franklin, Unorganized Territory, 19,4 km

### Stadtgliederung
In Coplin gibt es zwei Siedlungsgebiete: Coplin und Greens Junction, beides ehemalige Eisenbahnstationen.

### Klima
Die mittlere Durchschnittstemperatur in Coplin liegt zwischen −11,8 °C (11 °Fahrenheit) im Januar und 16,7 °C (62 °Fahrenheit) im Juli. Damit ist der Ort gegenüber dem langjährigen Mittel der USA um etwa 9 Grad kühler. Die Schneefälle zwischen Oktober und Mai liegen mit bis zu zweieinhalb Metern mehr als doppelt so hoch wie die mittlere Schneehöhe in den USA; die tägliche Sonnenscheindauer liegt am unteren Rand des Wertespektrums der USA.

## Geschichte
Als Plantation wurde das Gebiet 1845 zunächst als Jackson Plantation gegründet, zusammen mit dem Gebiet T2 R3 WBKP, heute Long Township, und dem Gebiet T1 R4 WBKP, heute die Town Eustis. 1866 erfolgte eine erste Organisation als Coplin Plantation, um den Bewohnern das Wahlrecht zu geben. Die Coplin Plantation wurde daraus am 10. März 1893 organisiert und reorganisiert am 5. März 1895. Ursprünglich gehörte das Gebiet zum Township T1 R3 WBKP.

### Einwohnerentwicklung
| Volkszählungsergebnisse – Plantation of Coplin, Maine | Volkszählungsergebnisse – Plantation of Coplin, Maine | Volkszählungsergebnisse – Plantation of Coplin, Maine | Volkszählungsergebnisse – Plantation of Coplin, Maine | Volkszählungsergebnisse – Plantation of Coplin, Maine | Volkszählungsergebnisse – Plantation of Coplin, Maine | Volkszählungsergebnisse – Plantation of Coplin, Maine | Volkszählungsergebnisse – Plantation of Coplin, Maine | Volkszählungsergebnisse – Plantation of Coplin, Maine | Volkszählungsergebnisse – Plantation of Coplin, Maine | Volkszählungsergebnisse – Plantation of Coplin, Maine |
| Jahr                                                  | 1800                                                  | 1810                                                  | 1820                                                  | 1830                                                  | 1840                                                  | 1850                                                  | 1860                                                  | 1870                                                  | 1880                                                  | 1890                                                  |
| ----------------------------------------------------- | ----------------------------------------------------- | ----------------------------------------------------- | ----------------------------------------------------- | ----------------------------------------------------- | ----------------------------------------------------- | ----------------------------------------------------- | ----------------------------------------------------- | ----------------------------------------------------- | ----------------------------------------------------- | ----------------------------------------------------- |
| Einwohner                                             |                                                       |                                                       |                                                       |                                                       |                                                       |                                                       | 301                                                   | 69                                                    | 79                                                    | 71                                                    |
| Jahr                                                  | 1900                                                  | 1910                                                  | 1920                                                  | 1930                                                  | 1940                                                  | 1950                                                  | 1960                                                  | 1970                                                  | 1980                                                  | 1990                                                  |
| Einwohner                                             | 70                                                    | 81                                                    | 177                                                   | 69                                                    | 54                                                    | 64                                                    | 40                                                    | 50                                                    | 111                                                   | 120                                                   |
| Jahr                                                  | 2000                                                  | 2010                                                  | 2020                                                  | 2030                                                  | 2040                                                  | 2050                                                  | 2060                                                  | 2070                                                  | 2080                                                  | 2090                                                  |
| Einwohner                                             | 135                                                   | 166                                                   | 131                                                   |                                                       |                                                       |                                                       |                                                       |                                                       |                                                       |                                                       |

## Kultur und Sehenswürdigkeiten

### Bauwerke
Das Coplin Plantation Schoolhouse wurde 1997 unter Denkmalschutz gestellt und ins National Register of Historic Places aufgenommen.

## Wirtschaft und Infrastruktur

### Verkehr
Die Maine State  Route 16 verläuft in nordöstlicher Richtung und die Maine State Route 27 in nordwestlicher Richtung durch das Gebiet von Coplin. Beide führen im Norden nach Eustis.

### Öffentliche Einrichtungen
In Coplin gibt es keine medizinischen Einrichtungen. Die nächstgelegenen befinden sich in Kingfield, Bingham und Rangeley.
Coplin besitzt keine eigene Bücherei. Die nächstgelegenen befinden sich in Stratton, Carrabassett Valley und Rangeley.

### Bildung
Die Schulbildung in Coplin  wird durch das Coplin  School Department organisiert. Es gibt keine Elementary oder High School, so dass die Kingfield Elementary School oder die Stratton Elementary School von den Schulkindern besucht werden. Die nächstgelegene High School ist die Mt. Abram High School.